# Корпусні кольори Люфтваффе (1935–1945)

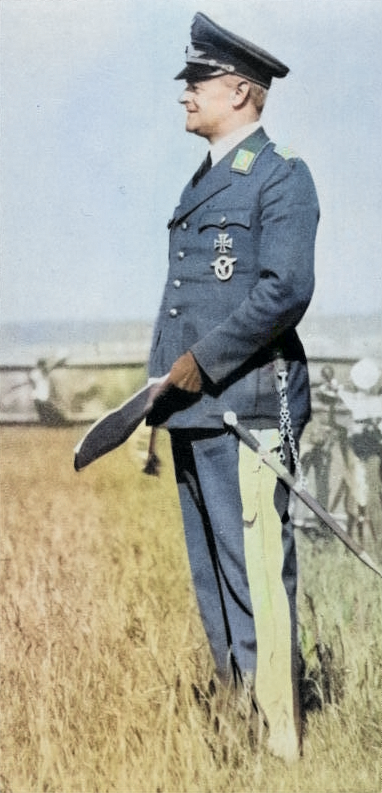
Генерал-лейтенант Вальтер Вефер з лампасами корпусного кольору «білий» 1934 р.

Корпусні кольори Люфтваффе (нім. Waffenfarbe) — усталена система кольорових матеріалів, покроїв, відзнак тощо, які носили в німецьких Повітряних силах вермахту в період з 1935 по 1945 рік, щоб розрізняти належність до визначених родів військ, спеціальних служб, установ, груп рангів і специфічних галузей міністерської області, генерального штабу тощо. Корпусне забарвлення було частиною окантовки мундира, нашивок, погонів, арабесок і лампасних прикрас генералів і прапорів військових формувань. Корпусні кольори також були частиною геральдичних прапорів, вимпелів, штандартів і навідників.
У Люфтваффе існувала суворо визначена система корпусних кольорів для нашивок коміра, петлиць та окантовки навколо погонів або лямок. Шеврони на спеціальному одязі для солдат Люфтваффе, напр. льотні костюми та комбінезони, також розрізнялися за корпусними кольорами.

## Приклади корпусних кольорів
| Рід військ, частина, посада, службу тощо                                                                                  | Корпусні кольори           | Корпусні кольори               | Приклад                         | Приклад                         | Приклад                         | Прим.                                                               |
| --- | -------------------------- | ------------------------------ | ------------------------------- | ------------------------------- | ------------------------------- | ------------------------------------------------------------------- |
| - генерал-фельдмаршал - усі генерали рангом від генерал-майора до генерал-полковника                                      | білий (weiß)               |                                |                                 |                                 |                                 | Генерал-полковник                                                   |
| - генерал-фельдмаршал - усі генерали рангом від генерал-майора до генерал-полковника                                      | білий (weiß)               | лампас (формені штани, бриджі) |                                 |                                 |                                 |                                                                     |
| - Дивізія «Герман Герінг» - артилерія та війська ППО                                                                      | білий (основа)             |                                |                                 |                                 |                                 | Унтерфельдфебель                                                    |
| - Дивізія «Герман Герінг» - артилерія та війська ППО                                                                      | насичений червоний (кант)  |                                |                                 |                                 |                                 | Унтерфельдфебель                                                    |
| - війська ППО - артилерія Люфтваффе                                                                                       | яскраво-червоний (tiefrot) |                                |                                 |                                 |                                 | - фельдфебель - вимпел дивізіонів зенітної артилерії                |
| Офіцери Генерального штабу (Generalstabsoffiziere)                                                                        | кармін (karmesin)          |                                |                                 |                                 |                                 | оберст (оберст у ОКЛ)                                               |
| Офіцери Генерального штабу (Generalstabsoffiziere)                                                                        | жовто-золотий (goldgelb)   |                                | лампаси (формені штани, бриджі) | лампаси (формені штани, бриджі) | лампаси (формені штани, бриджі) | лампаси (формені штани, бриджі)                                     |
| Військово-юридична служба (Militärgerichtsbarkeit)                                                                        | пурпуровий (purpur)        |                                |                                 |                                 |                                 | штабсріхтер                                                         |
| військові капелани | темно-пурпуровий (#C154C1) |                                |                                 |                                 |                                 |                                                                     |
| Інженерно-авіаційна служба (Fliegeringenieurdienst)                                                                       | рожевий (rosa)             |                                |                                 |                                 |                                 | від генерал-лейтенанта-інженера (OF7) до лейтенанта-інженера (OF1a) |
| - Авіаційний персонал: пілоти та наземний персонал авіації - Повітрянодесантні війська Третього Рейху (парашутні війська) | жовто-золотий (goldgelb)   |                                |                                 |                                 |                                 | - оберфельдфебель - льотні частини, підрозділи                      |
| - радарні частини - служба контролю повітряного руху                                                                      | яскраво-зелений (hellgrün) |                                |                                 |                                 |                                 | гауптєфрейтор                                                       |
| Авіапольові дивізії | темно-зелений (Jägergrün)  |                                |                                 |                                 |                                 | військовий штандарт                                                 |
| Персонал військової адміністрації Люфтваффе                                                                               | темно-зелений (#00703E)    |                                |                                 |                                 |                                 | основний колір - комірів форми - основа нашивки на комір            |
| - транспортні частини (Transporteinheiten) - Резерв Люфтваффе (Luftwaffenreserve)                                         | Ніжно-блакитний (hellblau) |                                |                                 |                                 |                                 |                                                                     |
| Медична служба Люфтваффе (Sanitätstruppe)                                                                                 | блакитний (blau)           |                                |                                 |                                 |                                 | Штабсєфрейтор                                                       |
| війська зв'язку Люфтваффе (Luftnachrichtentruppe)                                                                         | брунатний (braun)          |                                |                                 |                                 |                                 | - майор - корпусний штандарт батальйону зв'язку                     |
| - Інженерно-будівельні підрозділи Люфтваффе (Baupioniere) - Інженерно-саперні підрозділи Люфтваффе (Luftwaffen-Pioniere)  | чорний (schwarz)           |                                | н/з                             |                                 |                                 | Штабсфельдфебель                                                    |